# 隐讳号
隐讳号的形式是叉（×），一个叉代表一个字。
隐讳号用来代替不愿或不便写出来的字。这些字之所以不方便写出来，有的是为了保密的需求要求模糊处理，有的是迴避一些污秽的字或词，还有的是泛指某些事物。被代替和保密的往往是一些特别人物的名字，还有的就是地点、日期、数字进行特殊处理。例如：
- 李兰与×××同去了舞厅。
- 警方最近在浙江抓获了犯罪嫌疑人王×。

这是隐去了人物的姓名，通常可以读为“某”，如王×就可读为王某。
- 王钢的父亲在×营裏担任营长。
- 家父不幸于×日去世。现定于×日葬于×公墓。

这就是对要保密的内容进行了处理。
回避污秽的字眼，例如：
- 他决定去打些酒，喝个大醉；什么叫事情，那个叫规矩，×你们的姥姥！（老舍《骆驼祥子》）

## 重大事例

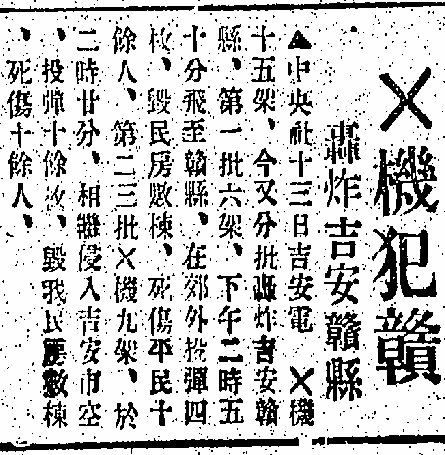
一篇以「×」取代「日」字的文章。

在中國抗日戰爭期間，香港於1930年代後期，由於當時宗主國英國尚未跟日本發生衝突，政府曾經禁止宣傳抗日。當時的香港中文媒體為繞過政府的限制，凡報導與日本侵華有關的新聞，便以「×」取代「日」字，報章上的「抗日」、「日偽」等字眼便變成了「抗×」、「×偽」等。

## Unicode
Unicode没有专门的隐讳号码位，目前很多电脑文件使用的隐讳号是用乘号（U+00D7）替代。但由于乘号本身不是隐讳号，而是数学符号，形状偏小，与汉字排列在一起时显得并不美观。